# Compagnie Montalvo-Hervieu
La compagnie Montalvo-Hervieu est une compagnie française de danse contemporaine, née de la rencontre entre José Montalvo et Dominique Hervieu en 1981.

## Historique
Au début de leur collaboration José Montalvo crée des chorégraphies dont Dominique Hervieu est l'interprète. Ils élaborent ensemble une gestuelle basée sur la fluidité, la rapidité et la précision, pour ensuite en 1988 créer leur compagnie. Leurs pièces se nourrissent du mouvement dadaïste et surréalisteet intègrent des techniques empruntées à la danse classique, la danse contemporaine, le hip-hop, le flamenco. La compagnie crée dès 1989 les évènements in situ, qui ont rassemblé entre 300 et 3 000 personnes. Ils prennent la forme d'évènement chorégraphiques réunissant, par exemple, les habitants d'une ville.
À partir de 2002, Dominique Hervieu arrête sa carrière d'interprète pour cosigner les chorégraphies de la compagnie. Par le biais de la compagnie Montalvo-Hervieu, les deux artistes, dont la renommée s'accroit, intègrent en 1998 des fonctions institutionnelles : José Montalvo et Dominique Hervieu sont nommés à la tête du Centre chorégraphique national de Créteil et du Val-de-Marne. À partir de 2000, ils dirigent la « Danse » qui se développe au sein de la programmation du Théâtre national de Chaillot dont ils prennent la direction en juin 2008.

## La compagnie et les arts numériques
La Compagnie Montalvo-Hervieu utilise la danse contemporaine et le hip-hop pour connecter le geste à la projection vidéo en « utilis[ant] un dialogue exubérant entre les corps électriques et les images vivantes ». Cette singularité de la compagnie du travail avec les techniques numériques fait interagir l'image et le danseur. La première pièce incluant le numérique est Double trouble en 1993, qui utilise une projection du vidéaste Michel Coste.
Leur travail s'inspire du mouvement dadaïste et surréaliste pour créer une atmosphère du lieu, du rêve et du chaos où l'image et le corps se rencontrent par le truchement des illusions numériques,.